# كوتاج غروف (ويسكونسن)
كوتاج غروف (بالإنجليزية: Cottage Grove, Wisconsin)‏ هي بلدة تقع في الولايات المتحدة في مقاطعة دان (ويسكونسن). يقدر عدد سكانها بـ 6,192 نسمة ومساحتها 9.01 كم2وترتفع عن سطح البحر 272 متر.

## التركيبة السكانية
قام مكتب تعداد الولايات المتحدة بتحديد بيانات التركيبة السكانية لكوتاج غروف في تعداد الولايات المتحدة. في ما يلي، التركيبة السكانية حسب تعدادي 2000 و2010.

### تعداد عام 2000
بلغ عدد سكان كوتاج غروف 4,059 نسمة بحسب تعداد عام 2000، وبلغ عدد الأسر 1,427 أسرة وعدد العائلات 1,084 عائلة مقيمة في القرية. في حين سجلت الكثافة السكانية 1,775.3 نسمة لكل ميل مربع (685.4/كم2). وبلغ عدد الوحدات السكنية 1,453 وحدة بمتوسط كثافة قدره 635.5 نسمة لكل ميل مربع (245.4/كم2).
وتوزع التركيب العرقي للقرية بنسبة 95.71% من البيض و 0.25% من الأمريكيين الأصليين و 0.49% من الأمريكيين ذوي الأصول الآسيوية و 1.82% من الأمريكيين الأفارقة و 1.18% من عرقين مختلطين أو أكثر.
بلغ عدد الأسر 1,427 أسرة كانت نسبة 47.3% منها لديها أطفال تحت سن الثامنة عشر تعيش معهم، وبلغت نسبة الأزواج القاطنين مع بعضهم البعض 65.0% من أصل المجموع الكلي للأسر، ونسبة 7.5% من الأسر كان لديها معيلات من الإناث دون وجود شريك، وكانت نسبة 24.0% من غير العائلات. تألفت نسبة 16.1% من أصل جميع الأسر من أفراد ونسبة 6.0% كانوا يعيش معهم شخص وحيد يبلغ من العمر 65 عاماً فما فوق. وبلغ متوسط حجم الأسرة المعيشية 3.20، أما متوسط حجم العائلات فبلغ 2.83.
بلغ العمر الوسطي للسكان 31 عاماً. وكانت نسبة 32.1% من القاطنين تحت سن الثامنة عشر، وكانت نسبة 5.6% بين الثامنة عشر والأربعة وعشرون عاماً، ونسبة 42.1% كانت واقعةً في الفئة العمرية ما بين الخامسة والعشرون حتى والأربعة وأربعون عاماً، ونسبة 14.3% كانت ما بين الخامسة والأربعون حتى الرابعة والستون، ونسبة 6.0% كانت ضمن فئة الخامسة والستون عاماً فما فوق. يوجد لكل 100 أنثى 102.5 ذكر، ويوجد لكل 100 أنثى في الثامنة عشر من عمرها فما فوق 97.3 ذكر.
بلغ متوسط دخل الأسرة في القرية 66,628 دولار، أما متوسط دخل العائلة فبلغ 68,667 دولار. وكان متوسط دخل الذكور 46,190 دولار مقابل 30,391 دولار للإناث. وسجل دخل الفرد الخاص بالقرية 25,777 دولار. وكانت نسبة 2.7% من العائلات ونسبة 3.8% من السكان تحت خط الفقر، وكان من هؤلاء نسبة 4.6% تحت سن الثامنة عشر ونسبة 12.6% في الخامسة والستين من العمر وما فوق.

### تعداد عام 2010
بلغ عدد سكان كوتاج غروف 6,192 نسمة بحسب تعداد عام 2010، وبلغ عدد الأسر 2,210 أسرة وعدد العائلات 1,628 عائلة مقيمة في القرية. في حين سجلت الكثافة السكانية 1,779.3 نسمة لكل ميل مربع (687.0/كم2). وبلغ عدد الوحدات السكنية 2,289 وحدة بمتوسط كثافة قدره 657.8 لكل ميل مربع (254.0/كم2).
وتوزع التركيب العرقي للقرية بنسبة 92.1% من البيض و 0.2% من الأمريكيين الأصليين و 2.2% من الأمريكيين ذوي الأصول الآسيوية و 2.5% من الأمريكيين الأفارقة و 2.0% من عرقين مختلطين أو أكثر.
بلغ عدد الأسر 2,210 أسرة كانت نسبة 47.1% منها لديها أطفال تحت سن الثامنة عشر تعيش معهم، وبلغت نسبة الأزواج القاطنين مع بعضهم البعض 59.4% من أصل المجموع الكلي للأسر، ونسبة 9.3% من الأسر كان لديها معيلات من الإناث دون وجود شريك، بينما كانت نسبة 4.9% من الأسر لديها معيلون من الذكور دون وجود شريكة وكانت نسبة 26.3% من غير العائلات. وبلغ متوسط حجم الأسرة المعيشية 3.26، أما متوسط حجم العائلات فبلغ 2.80.
بلغ العمر الوسطي للسكان 33.8 عاماً. وكانت نسبة 32.5% من القاطنين تحت سن الثامنة عشر، وكانت نسبة 5.7% بين الثامنة عشر والأربعة وعشرون عاماً، ونسبة 32.4% كانت واقعةً في الفئة العمرية ما بين الخامسة والعشرون حتى والأربعة وأربعون عاماً، ونسبة 21.7% كانت ما بين الخامسة والأربعون حتى الرابعة والستون، ونسبة 7.7% كانت ضمن فئة الخامسة والستون عاماً فما فوق. وتوزع التركيب الجنسي للسكان بنسبة 49.0% ذكور و51.0% إناث.